# Josiah Abigail Patterson Campbell

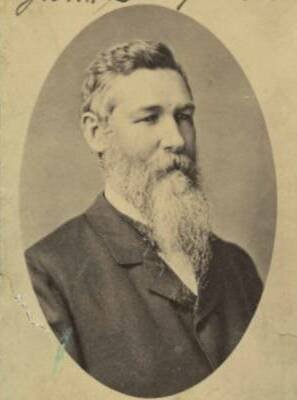
Josiah Abigail Patterson Campbell (vor 1917)

Josiah Abigail Patterson Campbell (* 2. März 1830 in Camden, Kershaw County, South Carolina; † 10. Januar 1917 in Jackson, Mississippi) war ein prominenter Politiker der Konföderierten Staaten von Amerika.
Der in South Carolina geborene Campbell zog später nach Mississippi, wo er zwischen 1851 und 1859 dem staatlichen Parlament angehörte. 1861 nahm er am Sezessionskonvent des Staates teil. Ferner war er zwischen 1861 und 1862 im provisorischen Konföderiertenkongress tätig, wobei er dessen Präsident pro tempore war. Als der Amerikanische Bürgerkrieg ausbrach, diente er im Dienstgrad eines Colonel in der Konföderiertenarmee. Nach dem Krieg war er von 1891 bis 1894 Oberster Staatsrichter (Chief Justice) des Mississippi Supreme Court, dem er bereits ab 1889 angehört hatte. Campbell verstarb im Jahr 1917.